# Veria
Veria là một thành phố thuộc tỉnh Trung Macedonia, Hy Lạp. Thành phố Veria có tổng diện tích  km², dân số năm năm 2011 là 66.630 người. Đây là thành phố lớn thứ 20 của Hy Lạp.